# Ecuador en los Juegos Panamericanos de 2019
Ecuador es uno de los países que participa en los Juegos Panamericanos de 2019 en la ciudad de Lima, Perú.

## Atletismo
- Andrea Bonilla (Marathon)
- Rosa Chacha (Marathon)
- Segundo Jami (Marathon)
- Karla Jaramillo (Marcha 20 km)
- Magaly Bonilla (Marcha 20 km)
- Brian Pintado (Marcha 20 km)
- Mauricio Arteaga (Marcha 20 km)
- Johana Ordóñez (Marcha 50 km)
- Paola Pérez (Marcha 50 km)
- Andrés Chocho (Marcha 50 km)
- Claudio Villanueva (Marcha 50 km);
- Juan José Caicedo (Lanzamiento de disco)
- Yuleisy Angulo (Lanzamiento de jabalina)
- Valeria Chiliquinga (Lanzamiento de martillo)
- Yuliana Angulo (Salto largo)
- José Pacho (Salto pértiga)
- Dyander Pacho (Salto pértiga)
- Liuba Zaldívar (Salto triple)
- Andy Preciado (Decatlón)
- Carmen Toaquiza (5000 m planos)
- Diana Landi (10.000 m planos)
- Andrea Calderón (800 m)
- Katherine Tisalema (3000 m Obstáculos)
- Diego Arévalo (3000 m Obstáculos)
- Álex Quiñónez (200 m planos)
- Ángela Tenorio (100 m planos, 200 m planos y Relevos 4 × 100 m)
- Marizol Landázuri (200 m planos y Relevos 4 × 100 m)
- Maribel Caicedo (100 m vallas y Relevos 4 × 100 m)
- Marina Porozo (Relevos 4 × 100 m)
- Gabriela Suárez (Relevos 4 × 100 m)

## Bádminton
- Andy Baque (Individual Masculino y Dobles Mixto)
- María Delia Zambrano (Individual Femenino y Dobles Mixto)

## Bolos
- Diana Rosero (Individual, dobles y por equipo)
- Denisse Quezada (Individual, dobles y por equipo)

## Boxeo
- Julio Castillo (91 kg)
- Carlos Mina (81 kg)
- Miguel Ferrín (64 kg)
- Jean Caicedo (56 kg)
- Luis Delgado (49 kg)
- Erika Pachito (75 kg)

## Canotaje
- César De Cesare (Kayak sprint K1 200)
- Willy Montaño (Kayak sprint K2 1000)
- Ernesto Rojas (Kayak sprint K1 1000 y K2 1000)
- Maoli Angulo (Kayak sprint K1 500 y K2 500)
- Tamya Ríos (Kayak sprint K2 500)
- Stefanie Perdomo (Kayak sprint K1 200)

- Cristhian Solá (Canoa sprint C1 200 y C2 1000)
- Gerson León (Canoa sprint C2 1000)
- María Belén Ibarra (Canoa sprint C1 200)

## Ciclismo
- Doménica Azuero (BMX Racing)
- Karla Carrera (BMX Racing)
- Alfredo Campo (BMX Racing)
- Emilio Falla (BMX Racing)
- Jonathan Camacho (BMX Freestyle)
- Valentina Molina (BMX Freestyle)
- Miryam Núñez (Ciclismo de Montaña, Ruta Individual y Track Persecución por equipo)
- Mikela Molina (Ciclismo de Montaña)
- William Tobay (Ciclismo de Montaña)
- Ariadna Herrera (Ruta individual , Track Madison y Track Persecución por equipo)
- Leslye Ojeda (Ruta individual y Track Persecución por equipo)
- Alexander Cepeda (Ruta individual)
- Bayron Guama (Ruta individual y Track Madison)
- Santiago Montenegro (Ruta individual)
- Jonathan Narváez (Ruta individual)
- Carlos Quishpe (Ruta Contrarreloj, Track Madison y Omnium)
- Dayana Aguilar (Ruta Contrarreloj, Track Persecución por equipo, Track Madison y Omnium)
- Katheryne Cargua (Track Velocidad Individual , Velocidad por equipo y Keirin)
- Génesis Lozano (Track Velocidad Individual y Velocidad por equipo)

## Ecuestre
- Carolina Espinoza (Modalidad Dressage)

- Ivan Christiansen (Modalidad Jumping)
- Carlos Narváez (Modalidad Jumping)
- Diego Vivero (Modalidad Jumping)
- Nicolás Wettstein (Modalidad Jumping)

## Físico Culturismo
- Ana Lucía Falconí (Fitness Coreográfico)
- Ángelo Ronquillo (Classic)

## Fútbol
- Johan Lara (Arquero)
- Gabriel Cevallos (Arquero)

- Kevin Minda (Defensa)
- Luis Castillo (Defensa)
- Bryan Hernández (Defensa)
- Gustavo Vallecilla (Defensa)
- Joao Quiñónez (Defensa)

- Jordy Alcívar (Volante)
- José Cifuentes (Volante)
- Jordan Rezabala (Volante)
- Jefferson Arce (Volante)
- Sergio Quintero (Volante)
- Anderson Naula (Volante)
- Janus Vivar (Volante)

- Luis Estupiñán (Delantero)
- Leonardo Campana (Delantero)
- Daniel Segura (Delantero)

## Gimnasia
- Israel Chiriboga (Gimnasia Artística Individual y All Around)

## Golf
- José Andrés Miranda (Individual, Dobles y Mixtos)
- María Arízaga (Individual, Dobles y Mixtos)
- Solange Gómez (Individual, Dobles y Mixtos)

## Judo
- Venessa Chalá (-78 kg)
- Estefanía García (-63 kg)
- Junior Angulo (-100 kg)
- Freddy Figueroa (+100 kg)
- Lenin Preciado (-60 kg)

## Karate
- Cristina Orbe (kata individual)
- Valeria Echever (kumite +68 kg)
- Esteban Espinoza (-84 kg)
- Jacqueline Factos (-61 kg)

## Levantamiento de Pesas
- Angélica Campoverde (49 kg)
- Alexandra Escobar (59 kg)
- Angie Palacios (64 kg)
- Neisi Dajomes (76 kg)
- Tamara Salazar (87 kg)
- Lisseth Ayoví (+87 kg)
- Cristhian Zurita (61 kg)
- Wilmer Contreras (96 kg)
- Paúl Ferrín (96 kg.)
- Dixon Arroyo (109 kg)
- Jorge David Arroyo (109 kg)
- Fernando Salas (109 kg)

## Lucha
- Andrés Montaño (60 kg Grecorromana)
- Cristian Rivas (67 kg Grecorromana)
- Víctor Mancheno (125 kg Libre)
- Mauricio Sánchez (65 kg Libre)
- Lissette Antes (57 kg Libre)
- Mayra Antes (62 kg Libre)
- Leonela Ayovía (68Kg Libre)
- Jacqueline Mollocana (50 kg Libre)
- Génesis Reasco (75-76 kg Libre)
- Luisa Valverde (53 kg Libre)

## Natación
- Esteban Enderica (Aguas abiertas 10 km)
- Samantha Arévalo (Aguas abiertas 10 km)
- David Farinango (Aguas abiertas 10 km y 1500 m libre)
- Michelle Játiva (200, 400, 800 m libre - 100 m mariposa - Relevo 4x200 femenino libre - Relevo 4 x 100 femenino libre - Relevo 4 x 100 femenino combinado - Relevo mixto 4 x 100 libre - Relevo mixto 4 x 100 combinado)
- María Daniela Contreras (200 m espalda - Relevo 4x200 femenino libre - Relevo 4 x 100 femenino libre - Relevo 4 x 100 femenino combinado)
- Doménica Solano (100 m espalda - Relevo 4x200 femenino libre - Relevo 4 x 100 femenino libre - Relevo 4 x 100 femenino combinado)
- Anicka Delgado (100, 200 m libre - Relevo 4x200 femenino libre - Relevo 4 x 100 femenino libre - Relevo 4 x 100 femenino combinado - Relevo mixto 4 x 100 libre - Relevo mixto 4 x 100 combinado)
- Steven Jaramillo (100, 200 m espalda - Relevo 4x200 masculino libre - Relevo 4 x 100 masculino libre - Relevo 4 x 100 masculino combinado - Relevo mixto 4 x 100 combinado)
- Joseph Macías (200, 800 m libre - Relevo 4x200 masculino libre - Relevo 4 x 100 masculino libre - Relevo 4 x 100 masculino combinado - Relevo mixto 4 x 100 libre)
- Tomás Peribonio (200, 400 m individual combinada - Relevo 4x200 masculino libre - Relevo 4 x 100 masculino libre - Relevo 4 x 100 masculino combinado - Relevo mixto 4 x 100 libre - Relevo mixto 4 x 100 combinado)
- Yugo Yoshikazu Parodi (400 m libre - Relevo 4x200 masculino libre - Relevo 4 x 100 masculino libre - Relevo 4 x 100 masculino combinado)

## Patinaje Artístico
- María Eduarda Fuentes (Estilo libre)

## Patinaje de Velocidad
- María Loreto Arias (300 m individual contrarreloj y 500 m + distancia)
- Gabriela Vargas (10.000 m)
- Jorge Bolaños (10.000 m)

## Pentatlón Moderno
- Lourdes Cuaspud
- Nelson Torres

## Remo
- Kristen Del Rosario (Individual Sculls - W1X)

## Ráquetbol
- María José Muñoz (Individual, Dobles y equipos)
- María Paz Muñoz (Individual, Dobles y equipos)
- Fernando Ríos (Individual, Dobles y equipos)
- José Ugalde (Individual, Dobles y equipos)

## Surf
- Dominic Barona (Surf abierto femenino)
- Susana Barrezueta (Surf abierto femenino)
- Michell Soriano (SUP femenino y Longboard femenino)
- Joshua Barona (Surf abierto masculino)
- Carlos Julio Gómez (Carrera SUP masculino)
- Leonardo Villao (Longboard masculino)

## Taekwondo
- Adrián Miranda (Menores da 58 kg)
- Carlos Caicedo (Menores a 68 kg)
- Darlyn Padilla (Menores a 80 kg)
- Jesús Perea (Sobre 80 kg)
- María Belén Bucheli (Por debajo de 49 kg)
- Mell Mina (Por debajo de 57 kg)
- Claudia Cárdenas (Poomsae individual)

## Tenis
- Roberto Quiroz (Individuales masculinos, Dobles masculino y Dobles mixto)
- Gonzalo Escobar (Individuales masculino y Dobles masculino)
- Emilio Gómez (Individuales masculino)
- Lisalou Paredes (Individuales femenino, Dobles femenino y Dobles mixto)
- Mell Reasco (Individuales femenino y Dobles femenino)

## Tenis de mesa
- Nathaly Paredes (Individual, Dobles Femenino y Dobles Mixto)
- Mylena Plaza (Individual y Dobles Femenino)
- Jorge Miño (Individual,Dobles Masculino, Dobles Mixto y Equipo Masculino)
- Emiliano Riofrío (Dobles Masculino y Equipo Masculino)
- Rodrigo Tapia (Individual y Equipo Masculino)

## Tiro deportivo
- Diana Durango (25 m pistola y en 10 m pistola de aire)
- Yautung Cueva (10 m pistola de aire)
- Marina Pérez (10 m pistola de aire)
- Sofía Padilla (rifle tres posiciones 3x40)
- Ana Cruz (rifle tres posiciones 3x40)
- Mario De Genna (escopeta modalidad skeet)

## Triatlón
- Elizabeth Bravo (Equipo individual femenino y equipo mixto de relevo)
- Paula Jara (Equipo individual femenino y equipo mixto de relevo)
- Juan José Andrade (Equipo individual y equipo mixto de relevo)
- Ramón Matute (Equipo individual y equipo mixto de relevo)

## Vela
- Jonathan Martinetti (Sunfish)
- María Rafaela Arteaga (Laser Radial)
- Matías Dyck (Laser Standard)
- María Andrea Quevedo (Snipe)
- Jesús Bailón (Snipe)
- Irene Suárez (Lightning)
- Julio Vélez (Lightning)
- Eduardo Viteri (Lightning)